# Aktualności (TVP3 Katowice)
Aktualności – regionalny serwis informacyjny TVP3 Katowice, nadawany od 1961 roku. Jego poprzednikiem była Śląska Kronika Telewizyjna, emitowana od 7 grudnia 1957 do 28 kwietnia 1961 roku. Pierwszą spikerką Telewizji Katowice w 1957 r. została Liliana Czarska. Od 1 lipca 2024 po zmianach w TVP3 Katowice szefem redakcji został Tomasz Nieć.  

## Prezenterzy programu informacyjnego „Aktualności”
- Violetta Grabowska
- Ewelina Lach-Więcek
- Zuzanna Czyż
- Przemysław Kopiejka
- Tomasz Nieć - kierownik redakcji